# Die Wittelsbacher
Die Wittelsbacher ist ein 2005 entstandener deutscher Spielfilm von Bohdan Graczyk und Stephan Hartwig.

## Film
Er ist in großen Teilen an der Wittelsbacherbrücke in München unter der Regie und dem Drehbuch von Bohdan Graczyk und Stephan Hartwig gedreht worden. Er handelt von den unter dieser Brücke lebenden Wohnungslosen und hat dokumentarischen Charakter. Unter anderem wirkten bekannte Schauspieler wie Wilfried Labmeier, Joseph Hannesschläger und Horst Janson mit.

## Handlung
Der vom Tod seiner zehnjährigen Tochter traumatisierte Theo lebt als Obdachloser unter der Wittelsbacherbrücke in München. Um über die Schmerzen des Traumas hinwegzukommen, sucht er Trost im Alkohol.
Die Situation von Theo ändert sich, als die zehnjährige Alina zu ihm stößt. Sie stammt ursprünglich aus Bulgarien, spricht kein deutsch und war vor ihren Peinigern geflohen. Theo möchte sich erst nicht um sie kümmern, da er an seine Tochter denken muss, beginnt dann nach und nach trotzdem eine Art Vater für Alina zu sein.